# Среднеармянский язык
Среднеармянский язык (арм. միջին հայերեն (miǰin hayerên), самоназвание: Հայերէն) — литературный армянский язык XI—XVII веков. Второй исторический этап развития армянского письменного языка после грабара (V—XI века). После создания Киликийского царства стал его государственным языком. В качестве литературного языка использовался как на территории всей исторической Армении, так в армянской диаспоре. Среднеармянский язык сохранился в богатейшем письменном наследии (как литературного, так и научного содержания), а также на тысячах каменных надписях в разных уголках Армении.